# Савельев, Дмитрий Владимирович
Дмитрий Владимирович Саве́льев (род. 3 августа 1968, Горький, СССР) — сенатор Российской Федерации, член партии «Единая Россия». Кандидат юридических наук.
Из-за поддержки нарушения территориальной целостности Украины во время российско-украинской войны находится под персональными международными санкциями Евросоюза, США, Великобритании и ряда других стран.

## Биография
В 1986—1988 годах — срочная воинская служба, парашютно-десантный полк (Афганистан).
В 1997 году окончил Академию народного хозяйства при Правительстве Российской Федерации, специальность «экономика и управление производством».
В 2000 году окончил юридический факультет Нижегородского государственного университета имени Н. И. Лобачевского.
В 1994—1996 годах — директор Нижегородского филиала АООТ «Лукойл-Уфа»; генеральный директор АО «Лукойл-НН». С 1996 года вице-президент компании.
В 1999—2016 годах — депутат Государственной думы, член Комитета по охране здоровья, член Комитета по природным ресурсам, природопользованию и экологии. Участвовал в выборах сначала при помощи «Союза правых сил», позже «Родины», а потом партии «Единая Россия».
В 2001 году участвовал в выборах губернатора Нижегородской области. По итогам первого тура занял четвёртое место из одиннадцати с результатом 12,58 %.
В 2002 году стал соучредителем Партии прав человека вместе с парламентарием от СПС Владимиром Семёновым и литератором Марией Арбатовой.
Занимал должность генерального директора (президента) ОАО «АК „Транснефть“».
С 2016 года  — представитель от исполнительного органа государственной власти Тульской области в Совете Федерации Федерального собрания РФ, член Комитета Совета Федерации по экономической политике.
Председатель попечительского совета Тульского суворовского военного училища.
Женат. Пятеро детей.

## Награды
- Орден Александра Невского (2019)[14];
- Орден Почета (2012)[15];
- Медаль ордена «За заслуги перед Отечеством» II степени (2010)[16];
- Медаль «За отвагу» (1989)[12];
- Медаль «За отвагу» (1988)[12];
- Медаль «70 лет Вооружённых Сил СССР»;
- Почётная грамота правительства Российской Федерации (2016)[17].

## Подозрение в причастности в убийстве
2 августа 2024 года по просьбе Генеральной прокуратуры России Совет Федерации лишил неприкосновенности сенатора Савельева, которого подозревают в причастности к организации убийства. Его задержали на выходе с заседания. Политика подозревают в организации заказного убийства бизнесмена по фамилии Ионов. Следствие заявило, что в августе 2023 года Савельев, «руководствуясь личной неприязнью к предпринимателю», поручил организовать убийство своему знакомому, задача которого была найти исполнителя. После того, как в правоохранительных органах узнали о готовящемся покушении, они решили инсценировать убийство бизнесмена. После получения информации об убийстве сенатор Савельев передал, как говорят некоторые источники российских СМИ, 100 тысяч долларов США соучастнику преступления.